# Eugenia coronata
Eugenia coronata är en myrtenväxtart som beskrevs av Vahl och Dc.. Eugenia coronata ingår i släktet Eugenia och familjen myrtenväxter. Inga underarter finns listade i Catalogue of Life.